# Uganda na Mistrzostwach Świata w Lekkoatletyce 2009
Uganda na Mistrzostwach Świata w Lekkoatletyce 2009 – reprezentacja Ugandy podczas czempionatu w Berlinie liczyła 11 zawodników. Nie zdobyła żadnego medalu i tylko jedne miejsce punktowane (4. miejsce Mosesa Kipsiro w biegu na 5000 m).

## Występy reprezentantów Ugandy

### Mężczyźni
| Konkurencja                   | Zawodnik                  | Eliminacje  | Eliminacje | Półfinał      | Półfinał      | Finał         | Finał         |
| Konkurencja                   | Zawodnik                  | Wynik       | Poz.       | Wynik         | Poz.          | Wynik         | Poz.          |
| ----------------------------- | ------------------------- | ----------- | ---------- | ------------- | ------------- | ------------- | ------------- |
| Bieg na 800 m                 | Abraham Chepkirwok        | 1:48,57     | 40.        | Nie awansował | Nie awansował | Nie awansował | Nie awansował |
| Bieg na 5000 m                | Moses Kipsiro             | 13:22,98 SB | 9.         |               |               | 13:18,11      | 4. SB         |
| Bieg na 5000 m                | Geofrey Kusuro            | 13:28,88 SB | 19.        |               |               | Nie awansował | Nie awansował |
| Bieg na 5000 m                | Moses Kibet               | 13:52,38    | 29.        |               |               | Nie awansował | Nie awansował |
| Bieg na 10 000 m              | Martin Toroitich          |             |            |               |               | 28:49,49 SB   | 22.           |
| Maraton                       | Daniel Kipkorir Chepyegon |             |            |               |               | 2:17:47 SB    | 31.           |
| Maraton                       | Nicholas Kiprono          |             |            |               |               | NU            |               |
| Maraton                       | Amos Masai                |             |            |               |               | NU            |               |
| Bieg na 3000 m z przeszkodami | Benjamin Kiplagat         | 8:18,55     | 8.         |               |               | 8:17,82       | 11.           |
| Bieg na 3000 m z przeszkodami | Simon Ayeko               | 8:27,86     | 25.        |               |               | Nie awansował | Nie awansował |

### Kobiety
| Konkurencja | Zawodniczka | Finał   | Finał |
| Konkurencja | Zawodniczka | Wynik   | Poz.  |
| ----------- | ----------- | ------- | ----- |
| Maraton     | Jane Suuto  | 2:52:45 | 58.   |